# Torri di Credazzo
Le Torri di Credazzo sono un complesso fortificato posto tra gli abitati di Farra di Soligo e Col San Martino, in provincia di Treviso.

## Descrizione e storia
Le torri si trovano in posizione sopraelevata rispetto al sottostante Quartier del Piave, sorgendo su un'altura di mezzacosta a 308 m s.l.m. Prendono il nome dalla vicina borgata di Credazzo, toponimo a sua volta derivante da creda, "creta", in riferimento alla natura argillosa del territorio.
La storia più antica del fortilizio resta in gran parte oscura. Sarebbe stato edificato tra il IX e il X secolo durante le invasione degli Ungari e faceva parte di un sistema difensivo molto articolato, che comprendeva, tra gli altri, i vicini castelli di Col San Martino e di Soligo. Costruttori furono forse i Collalto, conti di Treviso: lo proverebbe un diploma del 980, con il quale l'imperatore Ottone II aggiungeva alle proprietà della famiglia anche il territorio compreso tra i fiumi Soligo e Raboso.
Il primo documento che cita esplicitamente Credazzo è però molto più tardo, del 1233. Allora la fortezza era da tempo controllata dalla famiglia da Camino, formando il centro di un piccolo feudo che comprendeva anche il borgo di Credazzo (l'antica Villa Credacii) e la chiesetta di San Lorenzo.
Il complesso è legato alle vicende di alcuni degli esponenti più importanti dei Caminesi: qui nacque Guecellone VI, alleato di Ezzelino da Romano e padre di Tolberto III, marito della nota Gaia da Camino ricordata da Dante.
Nel 1321 il castello venne messo all'asta e fu comprato da Rambaldo VIII di Collalto. Agli inizi del 1413, quando il Trevigiano era ormai parte della Serenissima, la fortificazione fu distrutta dagli Ungari guidati da Pippo Spano e i Collalto non ebbero alcun interesse a ricostruirlo.

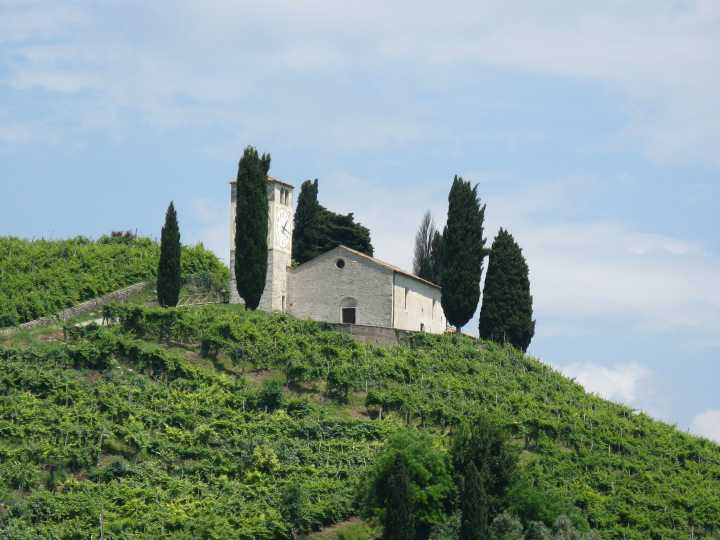
La chiesa di san Vigilio.

Già a partire dal XVIII secolo le Torri vengono circondate da vigneti, oggi definiti storici, da cui prende il nome il prosecco Cru Torri di Credazzo della storica azienda vinicola Follador Prosecco.
Dopo un lungo periodo di abbandono, negli anni quaranta del Novecento gli edifici rimasti furono acquistati dalla famiglia Biscaro, per poi passare all'architetto Giovanni Barbin che ne ha curato il restauro trent'anni dopo.
Il castello è ancora costituito da tre torri allineate in direzione nord-sud, collegate fra loro da mura che delimitano due cortili interni. All'interno della cinta si trovavano probabilmente costruzioni in legno che ospitavano la servitù.
Dal 2015 il complesso è di proprietà di una famiglia di imprenditori di Cordignano.
A breve distanza sorge una chiesa dedicata a san Vigilio.